# 加トちゃんのラジオでチャッ!チャッ!チャッ!
加トちゃんのラジオでチャッ!チャッ!チャッ!（かトちゃんのラジオでチャッ!チャッ!チャッ!）は1996年4月1日から1998年3月27日まで放送した ニッポン放送の生ワイド番組。

## 概要
放送時間は月 - 金の9:00 - 11:30。長寿番組だった「玉置宏の笑顔でこんにちは!」が終了したことを受けて、それまでナイターオフの「加トちゃんのビバノンラジオ全員集合」に出演していたザ・ドリフターズの加藤茶をメインに据えて開始された。
長寿番組の後釜と他局との激しい聴取率争いという難しさもあって番組は2年で終了したものの、番組2年目から誕生した加藤と桜庭、那須両アナウンサーとの掛け合いはリスナーからも好評で、いくつか名物コーナーといえるものもあったことから、それらは「加トちゃんの黄金伝説'98」に引き継がれ、その後も10年近くにわたって続くことになった。

## 出演者

### パーソナリティ
- 加藤茶[1]

### パートナー
- 仲佐かおり（ニッポン放送アナウンサー・当時、1997年3月まで。※前番組「玉置宏の笑顔でこんにちは」から継続）
- 桜庭亮平（ニッポン放送アナウンサー・当時、1996年10月 - ）
  - 仲佐がパートナーだった時代はアシスタント扱いで、オープニング（「おとぼけJIJI放談」含む）と「あおぞらリビング」～「サクちゃんチェック」のみ出演していたが、同じ東北出身[注釈 1] の加藤とは通常のトークでも自然にボケ・ツッコミを展開するなど相性がとても良く、仲佐が番組を卒業して以降はメインのパートナーに昇格した。
  - 加藤からは番組中、コント以外でも終始「サク蔵」と呼ばれていた。
- 那須恵理子（ニッポン放送アナウンサー、1997年4月 - ）
  - 桜庭がパートナーに昇格したことに伴いアシスタント役として加入したが、加藤・桜庭の丁丁発止に対する笑い声やツッコミが好評を得るなど非常に相性抜群だったため、事実上桜庭と二人で加藤のパートナーを務めることとなった。
  - 番組中はオーソドックスに「那須さん」と呼ばれることが専らだったが、加藤は時折「恵理ちゃん」「ナッシー」などと呼ぶこともあった。

### レポーター
※10:10の「いきなり突入!茶柱隊」で登場（1997年9月まで）
- 大森うたえもん（月曜日・金曜日担当：とくにタイトルはなく、通称「替え歌のコーナー」で通っていた。）
  - ギター持参で、出向いた先々（金曜日は番組冒頭で加藤からのミッションを受ける）で即興で替え歌を作って唄うという役割を担っていた。
    - 番組最終回では、加藤と桜庭が大森について「普段から非常に研究熱心で、新しい替え歌を作っては“ちょっとこれ聴いてみてください”と次々持ってきた」と思い出を語っていた。
- 川野良子（ニッポン放送アナウンサー・当時、火曜日・木曜日担当：「小加トちゃんがゆく!」）
  - ハゲヅラにちょびヒゲ、メガネに腹巻、ステテコと加藤おなじみのハゲオヤジの姿でレポーターを務めており、「小加トちゃん」の愛称が付いていた。
- 我妻佳代（水曜日担当：「温泉旅行でおめでとう」）
  - 応募してきた聴取者の「○○日が父の誕生日なので…」などというリクエストに応じて、聴取者宅などに温泉旅行のチケットをプレゼントしに訪れる役目で、上記二人に比べると小ネタはほとんどなかった。

## コーナー
※が付いているコーナーは、「加トちゃんの黄金伝説'98」に継承。

### 9時台

#### 9:05 - 9:10
- けさの加トちゃんニュース（1996年10月-1997年3月）
  - アシスタント時代の桜庭がここからニュースリーダー役で登場、このコーナーから「おとぼけJIJI放談」につながる流れだったが、仲佐卒業で桜庭がパートナーに昇格したことからオープニングトークに併合される形で解消となった。
- 茶太郎と作蔵のおとぼけJIJI放談（1996年10月-） ※
  - 加藤と桜庭が80代後半のスケベ老人（加藤茶太郎86歳、桜庭作蔵85歳）に扮して、近々のニュースをネタにコントを繰り広げる。
  - 「目覚めた時には「生きてて良かった!」」「今日も元気に誤解を招こう、他界はするな。」「オレたちゃ老人、ボケてナンボ。」などという決まり文句が存在した。
  - コントは本番中のスタジオで生展開されるため、後ろで那須やスタッフの笑い声が響いているのが常だった。しかも当日のシナリオは本番時がほぼ初見に近いことから、加藤や桜庭がいきなり段取りやセリフを間違えたりして意図しない笑いが生まれることも多かった。
  - 吉田照美がニッポン放送のアナウンサー採用試験を受験して不合格になったというエピソードが紹介されたこともある[注釈 2]。
  - 仲佐、那須は出演することはないものの、二人の会話の中で「仲佐ばーさん」「那須ばーさん」と呼ばれてネタにされる。
    - 番組に直接関係のない増山さやかも「増山ばーさん」と呼ばれて登場しているが、これは加藤の前担当番組「加トちゃんのビバノンラジオ全員集合」のアシスタントを増山が務めたことに因るもの。
    - 番組プロデューサーの上村貢聖も「上村のじーさん」と呼ばれて登場しているが、その際には例えば「オオクワガタによる儲け話に乗っかって捕獲のために森に入ったが、二週間経っても戻って来ず行方不明」などと散々な扱いをされるのが専らだった。

  - コントのネタに困ると、全編が近々のニュースからキーワードを拾っての替え歌ネタ（単なるダジャレ）にされてしまうのがお約束だった[注釈 3]。
  - 北品川商店街から公開生放送を行った際は、加藤と桜庭が一般聴取者の前で生コントを披露した。

#### 9:20 - 9:55
- 人生まるごとなんでも選手権（ - 1997年3月）
  - 曜日ごとにテーマを決めて、リスナーから電話投稿を受ける（内容が面白かったものはそのまま電話出演して加藤・仲佐とトークする）コーナーだった。
- 加トちゃんのGoodでないかい?（1997年4月 - 1998年3月）
  - 月曜:たべものバンザイパラダイス（レギュラー:永山久夫）
    - 永山は進んで番組内の笑いに参加（冒頭のコントへも度々出演）。その結果加藤以上にトークが暴走することが多くなり、桜庭や那須はその軌道修正に追われることがほとんどであった。

  - 火曜:健康について
  - 水曜:不明
  - 木曜:お金について（レギュラー:杉村富生）
  - 金曜:プロ野球について（レギュラー:深澤弘、大久保博元）
    - 当初、巨人ファンの加藤にちなんで「やっぱり野球は、巨人でないかい？」というサブタイトルが付けられていたが、この年は巨人の成績が低迷しており、7月以降は業を煮やした加藤によって「やっぱり野球は、巨人でなくったってい〜や！」「やっぱり野球は、ヤクルト・西武が最高でい！」などと、毎回なし崩し的に改題された。

### 10時台

#### 10:00 - 10:10
- 大原敬子 女の大学講座（録音番組）
  - 大原は当番組にゲストで生出演し、加藤とトークしたこともある。

#### 10:10 - 10:20
- いきなり突入!茶柱隊（中継コーナー・1996年4月 - 1997年9月）
- 一発必中!曲当てルーレット（1997年10月 - 1998年3月）

#### 10:20 - 10:30
久光製薬 リラックスタイム枠
- 加トちゃんのハガキでチャッ!チャッ!チャッ!（1996年4月 - 1997年9月）
- 加トちゃんの青春グラフィティ（1997年10月 - 1998年3月） ※
  - リスナーから青春時代の思い出と当時を思い起こさせる曲のリクエストを送ってもらい紹介する。

#### 10:30 - 10:40
- 加トちゃんのあおぞらリビング（担当：仲佐かおり→桜庭亮平）

#### 10:40 - 10:50
- ダイワハウス 我が家の記念日（1996年4月 - 1997年9月、ABCラジオにもネット）
  - 当時のオープニングテーマは「おれはジャイアンさまだ!」（当時放送されていたアニメ「ドラえもん」挿入歌）の出だし部分だった。
- あんたが主役!加トちゃん劇場（1997年10月 - 1998年3月） ※[注釈 4]
  - ともにリスナーから日常生活での色々な出来事（「我が家の記念日」時代は、文字どおりリスナーの家庭における何かしらの記念日についての出来事）を送ってもらい、それを元に加藤、桜庭、那須の三人（仲佐出演当時は加藤、仲佐の二人→加藤、桜庭、仲佐の三人）で再現ドラマ（コント）を演じるコーナー。
    - 桜庭と那須が出演するようになってからは、本職である加藤の存在を喰ってしまうほどの二人の役どころの広さと芸達者ぶりが注目されるようになった（中でも、子役の演技はともに秀逸だった）。
    - とくに那須はそれまで“きっちり型のマジメでお堅いベテラン女性アナ”というイメージを持たれていたが、このコーナーでくだけた一面をみせるようになったことが加藤や桜庭との絶妙なコンビネーションにつながり、その後も森永卓郎らを相手にしてのトークで当番組での経験を発揮するに至っている。

両コーナーとも内容はほぼ同一だが、1997年9月一杯でダイワハウスが提供スポンサーを降りたことからネットが終了、コーナー名が変更された。

なお、ニッポン放送におけるダイワハウスの一社提供枠は10年後の2007年10月から「川井郁子ハートストリングス」として復活した。

#### 10:50 - 11:00
- CHA-CHAっと情報局
- サクちゃんチェック

上記のコーナーは時間帯で担当スポンサーが違うことによるもので、内容上は同一コーナーの扱いだった。

### 11時台
- テレフォン人生相談
  - 加藤は人生相談の放送終了後に相談者に対してのコメントを言うことがあり、相談者に対して批判的になることもしばしばあった。これに対し聴取者からの苦情があり後番組の『邦ちゃんサクちゃんのワンダフルりくえすと ヤマダ・マイ・ハウス』以降は『垣花正のあなたとハッピー!』に内包されるまで独立番組として放送されていた。この影響により、同じように人生相談にコメントをしていたCBCラジオの『つボイノリオの聞けば聞くほど』（もっともCBCラジオでの放送は、コーナー放送前に毎回若い女性からの相談であるかのように紹介し、実際の相談者が熟年女性または男性だと聴取者から「また騙された」とFAXが届くというお笑いに特化した放送を行っていた）に「相談に対しコメントしないように」とニッポン放送から規制が入り、終には番組コーナーから外れ独立番組になった経緯がある。なお、那須はこの番組のアシスタントになったのを機に人生相談のナレーションを担当することになり、当番組終了後も引き続き人生相談のナレーションを担当している。

## エピソード
- 加藤は放送開始時間ギリギリにスタジオ入りする事が多く何度か遅刻し加藤不在のままで番組がスタートする事があり、その際は移動中の加藤と電話を繋いでのトークになった。
- 桜庭は放送前に朝食（特におにぎりとアサリの味噌汁が多かった）を食べてから番組に臨んでいた為、それをオープニングで加藤に再三ネタにされていた。
- 那須は加藤と桜庭のトークが暴走した時のストッパー役（前任の仲佐はその様な場合に付いていけず、置いてけぼりを食らう事が多かった）と言う役割だが、2人のウケ役として存在感を発揮し、2人の暴走を当初の期待通り、きちんと窘めてスムーズな番組進行を保つ一方で時にはこれに乗じて、更に煽るネタを振りまいて、3人で暴走する等、2人を引き立てると共に那須自身のキャラクターを開花させた。3人のトリオは後番組の「加トちゃんのスーパー黄金伝説」まで、10年近くに渡って続く事になった。
  - この時の経験は、後年「森永卓郎と垣花正の朝はニッポン一番ノリ!」で存分に発揮されていた。
- 放送当時はニッポン放送が日本におけるメジャーリーグ戦（野茂英雄登板試合）のラジオ独占放映権を取得していたが、当番組の枠は現地での試合開催時間に被る事が多く、シーズン中は中継を受けて番組がほぼ全時間に渡って休止[注釈 5] もしくは11時までの短縮放送になったり、雨天中止（ノーゲーム・コールド含む）を受けて途中から始まったりする事が度々あった。
- 加藤が夏休みの場合は日替わりでスペシャルパーソナリティを迎えるが、桜庭・那須が夏休みをとってもピンチヒッターは用意されず、残った二人での放送となる。桜庭が夏休みの週は「茶太郎・作蔵」は録音で放送された[注釈 6]。
  - 加藤の夏休みによるスペシャルパーソナリティを高木ブーが務めた事があったが、加藤は「あの人(高木)呼んでも喋らないから番組になんないよ」などと揶揄していた。尚、高木が担当した日はほぼ全時間に渡って、メジャーリーグ中継で潰れ、高木はイニング合間にマイクがスタジオに移った際の二言三言程度しか喋っていない（しかも総合的にみると、桜庭や那須がほぼ9割以上喋っていた）ので、結果的に加藤の発言は正しかった事になる。
  - 一方、ドリフターズで加藤と人気を二分し、相棒役としても幅広く認知されていた志村けんは1997年8月の聴取率調査週間にコーナーゲストとして、1日だけ出演したが、スペシャルパーソナリティとして招かれる事は一度もなかった。
- 放送期間中にアトランタ、長野と二度のオリンピックを迎えており、期間中は特別編成で放送されていた。
- 番組とのタイアップで「加トちゃん地ビール（ホッピービバレッジとのタイアップ）」「茶太郎 作蔵(とうもろこし焼酎)」等の商品も発売した。
- 番組終了が決定した後、加藤が暴走して「4月からは四谷（文化放送）で番組を続ける！」「半蔵門（TOKYO FM）でやる!」等とギャグ発言を繰り返した結果、加藤宛てに「現在担当しているパーソナリティが非常に迷惑しているから、毎朝（上記のような内容を）言わないでくれ」と文化放送から抗議が寄せられた[注釈 7]。
  - 最終回の放送でもリスナーからの「（桜庭、那須に）今月一杯でニッポン放送を辞めて、4月から加藤さんと一緒に四谷で働いて頂けませんか？」と言うFAX[注釈 8] が紹介され、那須は大爆笑。桜庭はそのFAXで「サラリーマンに向いていない気がするから前向きに考えて欲しい」と記されていて困惑していた。
- 最終回には加藤の親友の小野ヤスシが全編に渡ってゲスト出演。リスナーからお別れメッセージを募って紹介する形式で展開したが、オープニングで桜庭が小野を「いかりや長介さん」「ジャイアント吉田さん」等とギャグで紹介して、わざと小野を怒らせたり、リスナーからの心温まる内容のメッセージをネタに小野がボケをかましたり、加藤を散々に弄ったり揶揄したりして笑いを取る等、最後まで笑い声の絶えない明るいムードでのラストとなった。

## スタッフ
- プロデューサー - 上村貢聖（現・ニッポン放送報道部 解説委員、元制作部アナウンサー。放送当時は編成部プロデューサー）

「おとぼけJIJI放談」や「加トちゃん劇場」でもネタとして名前が使われたり、番組企画の旅行会に引率役として参加したりして、番組中名前が出ることが多かった。
またアナウンサー時代に「オールナイトニッポン」のパーソナリティを務めており、桜庭が名前を出す際には必ずそのことをアピールしていた。
ちなみに上村は「ビバノンラジオ全員集合」、当番組、「スーパー黄金伝説」と、加藤がニッポン放送で出演したすべての番組を手掛けている。